# Endocitose

Três tipos de endocitose.

Endocitose é o processo pelo qual as células vivas ativamente absorvem material (moléculas, pedaços de detritos ou outras células) através da membrana celular. Em outras palavras, é a entrada de substâncias em uma célula por englobamento das particulas pela membrana celular. Existem três formas principais de endocitose:
- Fagocitose, Processo pelo qual certas células englobam partículas relativamente grandes, com o auxílio de pseudópodes.
- Pinocitose, Processo pelo qual a célula engloba gotículas líquidas ou pequenas partículas, através dos canalículos que se aprofundam na célula.
- Endocitose-mediada-por-um-receptor, que consiste na ligação de uma molécula extracelular a um receptor na membrana celular. Estes receptores, igualmente constituintes da membrana, estão muitas vezes associados à proteína do citoplasma denominada clatrina que forma uma depressão na membrana; quando um receptor se liga a uma molécula, a depressão aumenta até se transformar num vacúolo rodeado de clatrina, que entra na célula.

Esquema da fagocitose por pseudópodes. A fagocitose é o englobamento e digestão de partículas sólidas e microorganismos por fagócitos ou células amebóides.
Na corrente sanguínea ocorre quando o sistema imunológico identifica um corpo estranho que será englobado e digerido pelos leucócitos.
Um grande aumento de leucócitos no sangue indica processo infeccioso.
Consiste também em processo de alimentação de muitos protozoários unicelulares - onde a partícula englobada pela célula, através da membrana celular, é envolvida num vacúolo digestivo, a partir do qual a matéria digerida passa depois para o citoplasma.
A ingestão das partículas de alimento pode ser realizada por pseudópodes, como nos organismos amebóides, ou a própria célula pode ter um citostoma (o mesmo que “boca celular”), como os ciliados, por onde entram as partículas de alimento.
A pinocitose é um processo de endocitose em que a célula engloba uma substância em estado líquido, sem ser por difusão, mas por transporte ativo através da membrana celular. É um sistema de alimentação celular complementar à fagocitose. É uma das formas como as células recebem grandes proteínas, inclusive hormônios, e como os pequenos vasos sanguíneos obtêm sua nutrição.
Neste processo a membrana celular invagina, desenvolvendo um pequeno saco para englobar as substâncias que deseja absorver. O “saco” então fecha e separa-se da membrana celular, transformando-se numa vacúolo que, dentro do citoplasma se junta a um lisossoma, que hidroliza as proteínas e fosfolípidos da membrana para libertar as substâncias que tem no interior. É um processo que requer energia, na forma de ATP.